# Fausto Antonioli
Fausto Antonioli, né en 1814 à Bergame et mort en 1882 à Udine, est un peintre italien.

## Biographie
Fausto Antonioli naît en 1814 à Bergame.
Il est l'élève de Giuseppe Diotti à l'Accademia Carrara dans la quatrième décennie du XVIIIe siècle et complète ensuite sa formation à l'Académie des Beaux-Arts de Venise, sous la direction du peintre néo-classique  Odorico Politi et le scénographe Francesco Bagnara. Dès ses débuts en 1839, il se distingue comme portraitiste et peintre de paysages, qu'il expose à l'Exposition des Beaux-Arts de 1844 à l'Accademia Carrara à Bergame. Sa présence est également documentée à Florence et à Rome, où il exécute des vues perspectives des principaux monuments des villes, animés par des scènes de la vie quotidienne. Vers 1850, il s'installe à Udine, où il occupe un poste d'enseignant à l'école locale d'art et d'artisanat.
Sa peinture, qui est conforme aux canons de la tradition académique, gagne rapidement la faveur de l'aristocratie frioulane, qui commande des vues de la ville, ainsi que de nombreux portraits et natures mortes avec des fleurs. Sa production prolifique se poursuit dans les années 1870, et son travail mature se caractérise par un réalisme plus intense dans les portraits qui ne sont pas dépourvus d'effets photographiques. L'utilisation de photographies comme source d'inspiration est une pratique que l'artiste connait bien, grâce à son amitié étroite avec le comte Augusto Gabriele Agricola, l'un des premiers à expérimenter la photographie dans le Frioul.
Antonioli meurt à Udine le 25 janvier 1882.